# Joseph Focke
Joseph Focke (auch Josef Focke; * 17. Oktober 1906 in Saerbeck; † 28. Oktober 1990 in Mettingen) war ein deutscher Tierarzt und nordrhein-westfälischer Kommunalpolitiker (CDU). Er war von 1948 bis 1951 Amtsbürgermeister des Amtes Mettingen und von 1964 bis 1969 Bürgermeister der Gemeinde Mettingen.

## Leben
Joseph Focke wurde am 17. Oktober 1906 als eines von elf Geschwistern auf einem Bauernhof in Saerbeck geboren. Er studierte Veterinärmedizin in Hannover und München. An der Tierärztlichen Hochschule Hannover wurde er 1936 mit der Dissertationsschrift Versuche mit dem Chinosolpräparat R 1148a bei gesunden und kranken Rindern zum Doktor der Tierheilkunde (Dr. med. vet.) promoviert. Nach der Approbation ließ er sich 1937 in Mettingen nieder. Als Tierarzt erwarb er sich einen Ruf weit über die Ortsgrenzen hinaus und praktizierte nach Erreichen der Pensionsgrenze noch viele Jahre weiter.
Nach dem Zusammenbruch der nationalsozialistischen Diktatur und dem Ende des Zweiten Weltkriegs stellte sich Focke für den Wiederaufbau zur Verfügung. So fungierte er von 1945 bis 1948 als Präsident der Tierärztekammer Westfalen-Lippe. In dieser Zeit half er zahlreichen Kollegen auch persönlich dabei, nach ihrer Entlassung aus der Kriegsgefangenschaft wieder beruflich Fuß zu fassen. Zudem startete er eine Hilfsaktion zugunsten der Witwen und Hinterbliebenen von im Krieg zurückgebliebenen Tierärzten, die 50.000 DM erbrachte.
Außerdem war Joseph Focke in Mettingen maßgeblich am Neubeginn des politischen Lebens in demokratischen Strukturen beteiligt, zunächst als ehrenamtlicher Amtsbürgermeister des Amtes Mettingen von Oktober 1948 bis zur Auflösung des Amtsverbandes im Jahr 1951. Danach bestimmte er die politische Entwicklung der Gemeinde Mettingen mit. Er war Vorsitzender der CDU-Ortsunion Mettingen von 1955 bis 1964 und gehörte von 1952 bis 1956 und von 1961 bis 1964 als Mitglied der CDU-Fraktion dem Gemeinderat an, wo er sich auch in mehreren Ausschüssen engagierte. 1964 wurde er zum Bürgermeister der Gemeinde Mettingen gewählt, gab dieses Ehrenamt aber 1969 aus beruflichen und aus Altersgründen zurück. Zu seinem Nachfolger wurde Josef Otte gewählt.
Joseph Focke trug wesentlich dazu bei, dass sich Mettingen in der Nachkriegszeit wirtschaftlich erholte und so gut entwickelte, dass das Tüöttendorf zum Ende der 1960er Jahre zu den finanzkräftigsten Gemeinden des Landkreises Tecklenburg zählte. Verdienste erwarb er sich zudem auf dem Gebiet des Wohnungsbaus und des Schulwesens.
Hier war es vor allem der Verein der Schulfreunde Mettingen e.V. (VdSF), als dessen Kuratoriumsvorsitzender  von 1952 bis 1977 Focke vieles vorantrieb. Federführend wirkte er mit am Wiederaufbau der von den Nationalsozialisten geschlossenen Rektoratsschule, der Neugründung der Realschule für Jungen und Mädchen, dem Aufbau des Gymnasiums und der Zusammenlegung beider Einrichtungen als Kardinal-von-Galen-Schulen im Schulzentrum. Als er 1977 den Vorsitz niederlegte, verlieh ihm der VdSF in Anerkennung seiner Verdienste die Ehrenmitgliedschaft.
Der Tierarzt war seit 1924 außerdem Jäger und später Mitglied des Hegerings Mettingen-Recke, dem er zeitweilig als Hegeringleiter vorstand. Der Hegering würdigte seine Verdienste mit der Verleihung der Ehrenmitgliedschaft. Zudem war er ab 1945 viele Jahre lang Vorsitzender des Mettinger Reitervereins. Von 1946 bis 1948 amtierte er daneben als Vorsitzender des VfL Eintracht Mettingen.
Seit 1939 war Joseph Focke auch Mitglied der Mettinger Bürgerschützengesellschaft von 1711 und errang im Jubiläumsjahr ihres 250-jährigen Bestehens 1961 die Königswürde.
Für sein vielfältiges gesellschaftspolitisches Wirken verlieh ihm der Bundespräsident 1969 das Verdienstkreuz am Bande des Verdienstordens der Bundesrepublik Deutschland.
Krankheitsbedingt verbrachte er seine letzten Lebensjahre weitgehend zurückgezogen von der Öffentlichkeit, gepflegt von seiner Frau Martha. Dr. med. vet. Joseph Focke starb wenige Tage nach seinem 84. Geburtstag am 28. Oktober 1990. Seine letzte Ruhe fand er auf dem neuen Friedhof in Mettingen.
Sein Sohn Karl Focke († 2009) war ebenfalls in der Mettinger Kommunalpolitik aktiv.